# Ghiacciaio Ommanney
Il ghiacciaio Ommanney è un ghiacciaio lungo circa 37 km situato sulla costa di Pennell, nella regione nord-occidentale della Dipendenza di Ross, in Antartide. Il ghiacciaio, il cui punto più alto si trova a circa 2200 m s.l.m., ha origine nella parte centrale dei monti dell'Ammiragliato e da qui fluisce verso nord-est, scorrendo lungo il versante occidentale del picco dorsale Stamper, fino ad entrare nella baia Relay, sul lato occidentale della baia di Robertson, dopo che il suo flusso è stato arricchito da quello del ghiacciaio Crume.

## Storia
Il ghiacciaio Ommanney è stato mappato per la prima volta nel corso della spedizione Southern Cross, nota ufficialmente come "spedizione antartica britannica 1898–1900" e comandata da Carsten Borchgrevink, e battezzato proprio da quest'ultimo in onore dell'ammiraglio Sir Erasmus Ommanney, membro di una spedizione artica svoltasi nel 1850.